# Miquel Guinart i Castellà
Miquel Guinart i Castellà (Sant Martí de Provençals, Barcelona 7 de gener de 1895 - Montpeller, 21 de novembre de 1987) fou un periodista i polític català.

## Biografia
Va tenir una participació destacada en el moviment catalanista. Començà a treballar als 14 anys com a escrivent a una empresa tèxtil. De jove milità en la Unió Catalanista, on fou seguidor de Domènec Martí i Julià. El 1913 va fundar el Casal Nacionalista Martinenc i fou president de la Joventut Nacionalista els Néts dels Almogàvers i de la secció de propaganda del CADCI. Alhora formaria part de la Unió Federal Nacionalista Republicana i col·laboraria al Foment Martinenc, del que en fou president el 1923-1924. Del 1925 al 1936 dirigí el diari La Veu de Sant Martí i fou vicepresident de l'Associació Protectora de l'Ensenyança Catalana, de la que n'organitzà el seu Primer Congrés a la Universitat de Barcelona l'abril de 1936.
Des del 1931 fou membre de la direcció d'Esquerra Republicana de Catalunya, i a les eleccions al Parlament de Catalunya de 1932 fou elegit diputat per la província de Barcelona. Fou un diputat poc actiu, però després dels fets del sis d'octubre de 1934 fou president de la Federació de Barcelona d'ERC, des d'on treballà per reorganitzar el partit. Després del restabliment del Parlament de Catalunya fou membre de les comissions permanents de Treball, Peticions i Finances.
En esclatar la guerra civil espanyola, fou nomenat delegat de la Generalitat a les companyies de subministrament d'aigua, gas i electricitat (juliol-octubre de 1936), i quan l'octubre es va dissoldre el Comitè Central de Milícies Antifeixistes de Catalunya formà part de la Junta de Seguretat Interior de Catalunya sota les ordres d'Artemi Aiguader i Miró fins a juny de 1937. Fou enviat per la Generalitat a Lleida per a evitar represàlies i va salvar la vida de mossèn Sagués i Francesc Maspons i Anglasell.
Després de la guerra civil espanyola s'exilià a Montpeller, on va organitzar la Residència d'Intel·lectuals i formà part del Casal Català de Montpeller. Des del 1940 fou membre organitzador dels Jocs Florals de la Llengua Catalana a Amèrica i Europa, va col·laborar en la revista Per Catalunya, òrgan del FNC, participà en el Congrés d'ERC a Tolosa de Llenguadoc el 1945 i des del 1954 edità la revista Vida Nova de Montpeller. El 1983 va rebre la Creu de Sant Jordi de la Generalitat de Catalunya. La seva documentació personal es conserva a l'Arxiu Nacional de Catalunya.

## Obres
- Un gran client (1932), obra de teatre
- Memòries d'un militant catalanista (1988)

## Fons personal
El seu fons personal es conserva a l'Arxiu Nacional de Catalunya. El fons conté la documentació generada i rebuda per Miquel Guinart i Castellà; documentació personal; produïda en funció de la seva activitat professional, relacionada amb la revista "Vida Nova" i amb l'organització dels Jocs Florals de la Llengua Catalana a l'exili. En destaca, especialment, la correspondència (cartes originals de nombroses personalitats del món literari, polític i cultural com ara, Josep Carner, Mercè Rodoreda, Josep Irla, Josep Tarradellas o Josep Trueta). També inclou documentació relacionada amb l'activitat associativa del seu productor i amb l'activitat política, lligada a Esquerra Republicana de Catalunya, en especial, la seva organització a l'exili.